# Pulo Gadung (onderdistrict)
Pulo Gadung (Poelo Gadong) is een onderdistrict van de gemeente Jakarta Timur (Oost-Jakarta) in de provincie Jakarta, Indonesië. In dit district ligt ook de, extra beveiligde, Cipinang gevangenis.

## Verdere onderverdeling
Het onderdistrict Pulo Gadung is verdeeld in 7 kelurahan (stedelijke gemeenschappen):

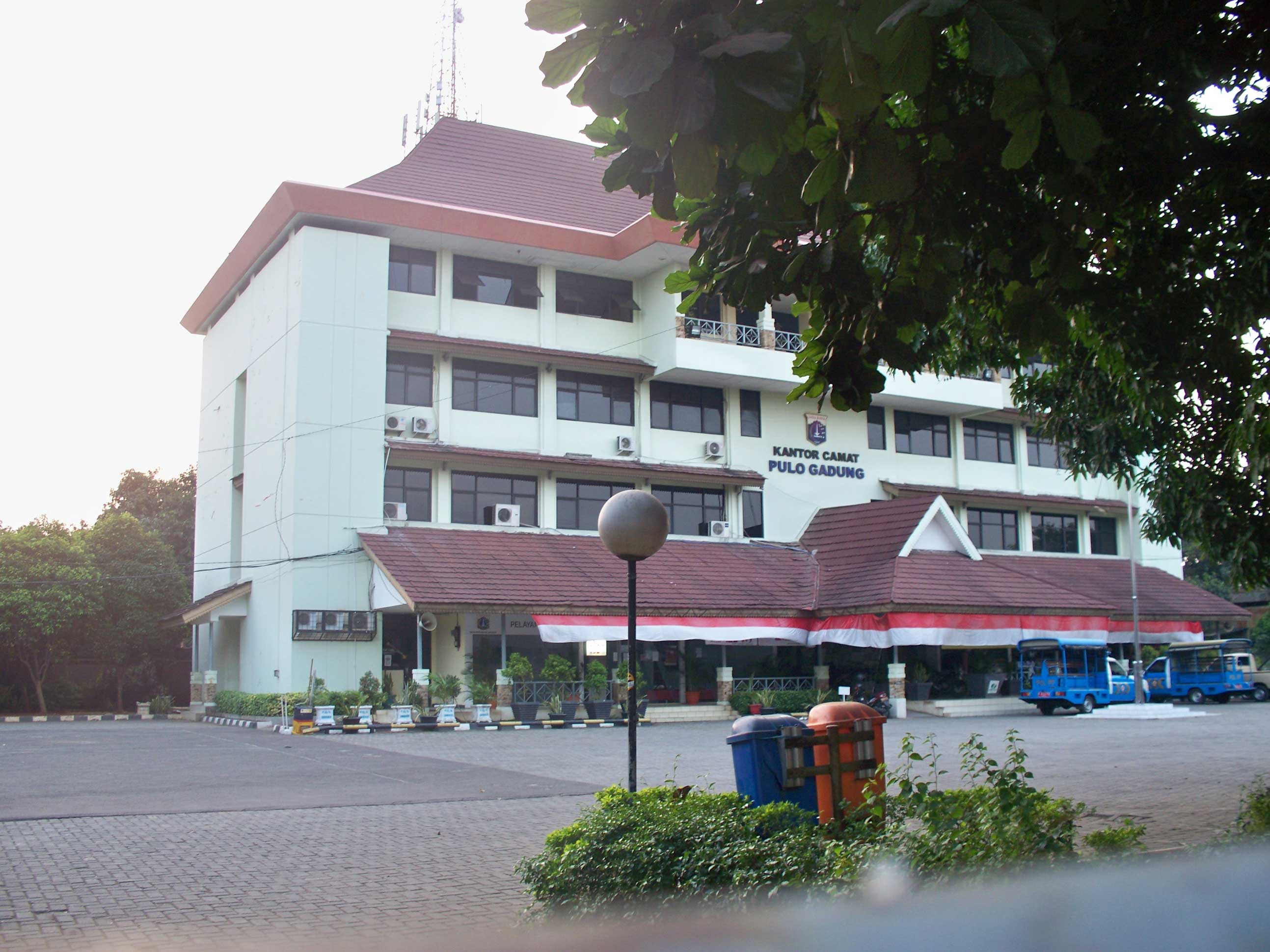
Het kantoor van de Camat van Pulo Gadung

1. Kayu Putih - postcode 13210
2. Jati - postcode 13220
3. Rawamangun - postcode 13220
4. Pisangan Timur - postcode 13230
5. Cipinang - postcode 13240
6. Jatinegara Kaum - postcode 13250
7. Pulo Gadung - postcode 13260